# Freundschaftsbuch

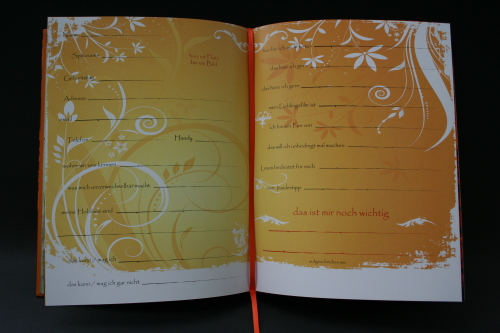
Innenansicht eines Freundschaftsbuches

Das Freundschaftsbuch, auch Freundebuch, ist eine der heutigen Zeit angepasste Form des Poesiealbums. Es handelt sich hier um ein fest eingebundenes Buch, in dem man einfach formulierte Fragen zur eigenen Person beantworten kann.

## Entstehung
Vorfahre des heutigen Freundschaftsbuches ist das Album amicorum oder Stammbuch. Es verbreitete sich ab dem 16. Jahrhundert und war im 18. und 19. Jahrhundert im Bürgertum und von Studenten häufig genutzt.

„Goennern reiche das Buch und reich’ es Freund und Gespielen, / Reich es dem eilenden hin, der sich vorüber bewegt. / Wer des freundlichen Worts, des Nahmens Gabe dir spendet / Häufet den edlen Schaz holden Erinnrens dir an“

## Inhalt von Freundschaftsbüchern
In Freundschaftsbüchern werden persönliche Eintragungen zu Vorlieben des Eintragenden niedergeschrieben, während in Poesiealben eher Gedichte für Freunde aufgeschrieben werden. Meist ist auch Platz für ein Foto vorhanden. Inhalte eines Freundschaftsbucheintrages können sein:
- Name
- Spitzname
- Kontaktdaten
- Hobbys
- Woher kennen wir uns
- Was kannst du am besten
- Das mag ich / mag ich nicht